# (100668) 1997 WH44
(100668) 1997 WH44 es un asteroide perteneciente al cinturón de asteroides descubierto el 29 de noviembre de 1997 por el equipo del Lincoln Near-Earth Asteroid Research desde el Laboratorio Lincoln, Socorro, Nuevo México, Estados Unidos.

## Designación y nombre
Designado provisionalmente como 1997 WH44.

## Características orbitales
1997 WH44 está situado a una distancia media del Sol de 2,326 ua, pudiendo alejarse hasta 2,746 ua y acercarse hasta 1,906 ua. Su excentricidad es 0,180 y la inclinación orbital 5,156 grados. Emplea 1296,43 días en completar una órbita alrededor del Sol.

## Características físicas
La magnitud absoluta de 1997 WH44 es 16,4. 